# Argente
Argente es una localidad y municipio español de la provincia de Teruel, perteneciente a la comunidad autónoma de Aragón. Cuenta con una población de 201 habitantes (INE 2024) y tiene una extensión de 62,58 km².

## Historia
Hacia mediados del siglo XIX, el lugar, ya por entonces con ayuntamiento propio, tenía contabilizada una población de 536 habitantes. Aparece descrito en el segundo volumen del Diccionario geográfico-estadístico-histórico de España y sus posesiones de Ultramar de Pascual Madoz con las siguientes palabras:

ARGENTE: l. con ayunt. de la prov. y dióc. de Teruel (9 1/2 leg.), part. jud. y adm. de rent. de Segura (6), aud. terr. y c. g. de Zaragoza (21): sit. en una altura bien ventilada, con cielo alegre y despejado; su clima es frio, pero saludable; tiene 180 casas distribuidas en varias calles de figura irregular y cubiertas de un cascajo tan desigual que hace su piso muy incómodo; hay 1 escuela de primeras letras frecuentada por 50 ó 60 alumnos bajo la direccion de 1 maestro examinado, dotado de los fondos de propios con la cantidad de 800 rs. y 50 fan. de trigo: y 1 igl. parr. bajo la advocacion de Sta. Maria Magdalena, servida por 1 cura, 2 beneficiados y 4 sacristanes y dependientes: el curato es de entrada y su presentacion corresponde al capítulo ecl. de Teruel: ocupa el templo la parte mas alta del pueblo, y es un edificio sólido de ant. arquitectura, compuesto de 3 espaciosas naves con 9 altars: el cementerio parr. está próximo á la igl.; se encuentran varias ermitas al rededor del pueblo; al O. están las de San Roque y Sta. Quitería, y por el E., á dist. de 1/2 hora, la de la Virgen del Campo: á igual dist., poco mas ó menos se halla la única fuente que tiene el l., tan escasa que apenas basta para el consumo de los vec. Confina el térm. por el N. con el de Rubielos, por el E. con los de Lidon y Visiedo, por el S. con el de Camañas, y por el O. con el de Agueton; estendiéndose sus lim. en cada una de las espresadas direcciones sobre 1/2 hora. El terreno es todo llano y de buena calidad, aunque falto de aguas para el riego: comunmente se cultivan 800 yugadas de tierras ricas y fuertes ó de primera clase, 1,500 de segunda y 2 de tercera: hay 1 buen monte carrascal y abundantes yerbas de pasto: prod.: trigo, centeno, morcacho, avena, lentejas, patatas; y cria ganado lanar. pobl.: 134 vec., 536 alm.: cap. imp.: 35,784 rs.: contr.: 16,500.
(Madoz, 1845, pp. 546-547)

## Demografía
Argente cuenta con una población de 201 habitantes (INE 2024).
| Gráfica de evolución demográfica de Argente entre 1842 y 2021                                                       |
| |
| Población de derecho según los censos de población del INE Población de hecho según los censos de población del INE |

## Administración y política
| Período   | Alcalde                    | Partido |  |
| --------- | -------------------------- | ------- |  |
| 1979-1983 | Leoncio Benedicto Corbatón | Ind.    |  |
| 1983-1987 |                            |         |  |
| 1987-1991 |                            |         |  |
| 1991-1995 |                            |         |  |
| 1995-1999 |                            |         |  |
| 1999-2003 | Antonio Gimeno Tolosa      | PP      |  |
| 2003-2007 | Antonio Gimeno Tolosa      | PP      |  |
| 2007-2011 | Antonio Gimeno Tolosa      | PP      |  |
| 2011-2015 | Antonio Gimeno Tolosa      | PP      |  |
| 2015-2019 | Antonio Gimeno Tolosa      | PP      |  |
| 2019-     | Francisco Ramo Gimeno      | PSOE    |  |

| Partido político    | Partido político                                   | 2003   | 2007   | 2011   | 2015   |
| Partido político    | Partido político                                   | Ediles | Ediles | Ediles | Ediles |
|                     | Partido Popular de Aragón (PP)                     | 7      | 5      | 4      | 3      |
|                     | Partido de los Socialistas de Aragón (PSOE-Aragón) | —      | 0      | 1      | 1      |
|                     | Partido Aragonés (PAR)                             | —      | —      | —      | 1      |
|                     | Chunta Aragonesista (CHA)                          | —      | 0      | —      | —      |
| Total de concejales | Total de concejales                                | 7      | 5      | 5      | 5      |

## Patrimonio
Hay en el lugar ermitas de Santa Quiteria y de la Virgen del Campo, así como una torre.